# Яр (посёлок, Удмуртия)
Яр — сельский населённый пункт, посёлок в Удмуртской республике в составе России. Административный центр Ярского района.
В 1938—2010 годах имел статус посёлка городского типа.
Находится на северо-западе Удмуртии. Железнодорожный узел на линии Киров — Пермь. Здесь начинается железнодорожная ветка Яр — Верхнекамская, соединяющая северо-восток Кировской области с областным центром.
Посёлок расположен на берегах реки Чепцы, в зоне южной тайги, на краю Верхнекамской возвышенности.

## Население
| 2002  | 2009  | 2010  | 2012  | 2013  | 2014  | 2015  |
| ----- | ----- | ----- | ----- | ----- | ----- | ----- |
| 7202  | ↘6922 | ↘6596 | ↘6482 | ↘6416 | ↘6374 | ↗6404 |
| 2016  | 2017  | 2018  | 2019  | 2020  | 2021  |       |
| ↗6446 | ↘6442 | ↗6460 | ↘6327 | ↘6242 | ↘5511 |       |

## История
Населённый пункт основан в 1898 году как железнодорожная станция при строительстве линии Вятка — Пермь. Название получил по соседней деревне Яр. Статус посёлка городского типа — с 1938 года.
В годы Великой Отечественной войны в период с 1 февраля 1943 года по 6 октября 1945 года в Яру дислоцировался эвакуационный госпиталь 2946.
В рамках местного самоуправления (в ходе муниципальной реформы), посёлок в 2004 году образовал муниципальное образование со статусом городского поселения. В октябре 2005 года оно было преобразовано в сельское поселение.
Постановлением Государственного совета Удмуртской Республики № 513-IV от 23 ноября 2010 года преобразован в сельский населённый пункт.
Законом Удмуртской Республики от 11.05.2021 № 42-РЗ к 25 мая 2021 года сельское поселение было упразднено в связи с преобразованием муниципального района в муниципальный округ.